# 이영민 (성우)
이영민(1945년 10월 18일 ~ )은 대한민국의 성우이다. 1964년 KBS에 입사했으며, 현재는 KBS 7기이다. 한국방송 성우극회 소속.

## 주요 출연작품
라디오 드라마
1967년 동아방송 세계문학주옥편시리즈 비겟덩어리 에리자베